# Enrique
Enrique — первый англоязычный и четвёртый студийный альбом испанского поп-певца Энрике Иглесиаса, вышедший в 1999 году. Это первый альбом Иглесиаса, который был записан в сотрудничестве с американским лейблом Interscope Records и продюсерами Полом Барри и Марком Тейлором. В альбом вошли две песни, лидирующие в чарте Billboard Hot 100 — «Bailamos» и «Be with You». Сингл «Bailamos» разошёлся тиражом 5 млн копий по всему миру, а альбом был распродан 10 млн копий.

## История создания альбома
После успеха первого сингла «Bailamos», который был записан на спанглише, Энрике разорвал контракт с мексиканским лейблом FonoMusic и заключил контракт с американским лейблом Interscope Records (в составе Universal Music Group), в сотрудничестве с которым выпустил мульти-альбом Bailamos. После этого он в течение двух месяцев записывал первый англоязычный альбом, в записи которого ему помогал Патрик Леонард (который в это же время помогал Мадонне с записью её седьмого студийного альбома Ray of Light), а также такие известные продюсеры того времени, как Марк Тейлор и Пол Барри.
Также, в одном из интервью Иглесиас признался, что является фанатом Брюса Спрингстина, и представители лейбла Interscope согласились записать кавер-версию на песню Брюса «Sad Eyes». Версия, исполненная Иглесиасом, была включена в трек-лист сборника Спрингстина, который называется Tracks. Альбом примечателен песней «Could I Have This Kiss Forever», исполненной дуэтом с Уитни Хьюстон. Трек записывали по отдельности — Энрике в Лос-Анджелесе, а Уитни в Гамбурге. Также в трек-лист вошла новая версия песни «Bailamos», которая до этого была выпущена в составе предыдущего альбома исполнителя Cosas del amor.
Альбом дебютировал на 33-м месте в американском чарте Billboard 200, был распродан в количестве 1 млн экземпляров в США и получил там платиновый статус. Также альбом был успешен в Канаде, где стал платиновым 5 раз (500 тыс. проданных копий), и в Испании — 4 раза (400 тыс.). Также альбом получил платиновый статус ещё в 4 странах Европы и золотой статус ещё в 32 странах, в том числе и в России.

## Список композиций
01. Rhythm Divine  (Божественный ритм) 
- Авторы : Пол Барри / Марк Тейлор
- Время : 3 мин. 29. сек.

02. «Be with You» (Быть с тобой)
- Авторы: Э.Иглесиас / М. Тейлор / П. Барри
- Время: 3 мин. 40 сек.

03." I Have Always Loved You" (Я всегда любил тебя)
- Авторы: Р. Новельс / Б. Стрейнберг
- Время: 4 мин. 24 сек.

04. «Sad Eyes» (Печальные глаза)
- Авторы: Брюс Спрингстин
- Время: 4 мин. 08 сек.

05. «I`m Your Man» (Я твой)
- Авторы: П. Леонард
- Время: 4 мин. 43 сек.

06. «Oyeme» (Ойеме)
- Авторы: Э. Иглесиас / Б. Стейнберг
- Время: 4 мин. 22 сек.

07. «Сould I Have This Kiss Forever» (Смогу ли я сохранить этот поцелуй навечно) (дуэт с Уитни Хьюстон)
- Авторы: Диан Уоренн
- Время: 4 мин. 21 сек.

08. «You're My#1» (Ты мой номер один)
- Авторы: Э. Иглесиас /Л. Мендез
- Время: 4 мин. 29 сек.

09. «Alabao» (Алабао)
- Авторы: Э. Иглесиас / Ч. Гарсия
- Время: 4 мин. 00 сек.

10. «Bailamos» (Танцуй) (саундтрек к фильму «Дикий, дикий Вест»)
- Авторы: П. Барри / М. Тейлор
- Время: 3 мин. 38 сек.

11. «Ritmo Total» (испанская версия «Rhythm Divine»)
12. «Mas Es Amar» (испанская версия «Sad Eyes»)
13. «No Puedo Mas Sin Ti» (испанская версия «I’m Your Man»)
Бонус-песня на российской версии альбома:

14. «You're My#1» (дуэт с Алсу)
Бонус-песня на бразильской версии альбома:

14. «You're My#1» (дуэт с группой Sandy & Junior)
Бонус-песня на английской и ирландской версиях альбома:

14. Rhythm Divine (FernandoGaribayRemix)